# Katya Miranda
Katya Natalia Miranda Jiménez (El Salvador, 13 de marzo de 1990 - La Paz, El Salvador, 4 de abril de 1999).
Nació el 13 de marzo de 1990, hija de a María Jiménez y de Edwin Antonio Miranda Méndez y murió en 1999 a la edad de nueve años en un rancho en la playa propiedad de su abuelo paterno, Carlos Miranda González; ubicado en Los Blancos en el departamento de La Paz

## Asesinato
En el momento del asesinato eran aproximadamente 20 personas (entre familiares y empleados del abuelo de Katya) las que se hallaban en el lugar. Entre ellos se encontraban: su padre Edwin Antonio Miranda Méndez, (Capitán de la Fuerza Armada de El Salvador y Jefe del Departamento de Logística del Estado Mayor Presidencial encargado de la seguridad del Presidente de la República al momento de los hechos); su hermanita, Gina Marcela Miranda Jiménez; sus abuelos, Carlos Miranda González y Rosa Natalia de Miranda; sus tíos: Godofredo Adalberto Miranda, (Subcomisionado quien ostentaba el cargo de Segundo Jefe de la División de Investigación Criminal (DIC) de la Policía Nacional Civil, Jorge Alberto Miranda (Capitán de alta en la Fuerza Armada de El Salvador), Doris de Miranda, Yanira Miranda de Recinos, Tito Livio Recinos, Rebeca de Miranda; 5 niños y los empleados Luis Alonso López y Francisco Rosales, ambos trabajadores de Carlos Miranda González.
Ese día fue violada y asesinada de una forma brutal.